# Carinostoma elegans
Carinostoma elegans is een hooiwagen uit de familie aardhooiwagens (Nemastomatidae).